# Autonomi (östortodoxa kyrkor)
Autonomi inom de östortodoxa kyrkorna avser att ett kyrkosamfund har en viss begränsad självstyrelse. Ordet härleds från grekiskans autos (själv) och nomos (lag, ordning eller bruk).
Några exempel på autonoma östortodoxa kyrkor är Ortodoxa kyrkan i Finland (under Konstantinopels ekumeniska patriarkat) och Rysk-ortodoxa kyrkan utanför Ryssland (under Rysk-ortodoxa kyrkan).